# Nightcrawler (película)
Nightcrawler (en Hispanoamérica: Primicia mortal) es una película estadounidense de 2014 del género crimen-thriller (noir) escrita y dirigida por Dan Gilroy. La película está protagonizada por Jake Gyllenhaal, Rene Russo, Riz Ahmed y Bill Paxton. Marcando el debut como director de Gilroy, cuenta la historia de un joven apasionado sin mucha suerte en la búsqueda de trabajo que, tras ser testigo de un accidente, descubre el mundo del periodismo criminalista en la peligrosa ciudad de Los Ángeles.
La película fue presentada en el Festival Internacional de Cine de Toronto de 2014, en la sección de Presentaciones Especiales. Su estreno en cines por la compañía Open Road Films, fue el 31 de octubre de 2014.

## Argumento
Al comienzo nos muestran a Louis "Lou" Bloom (Jake Gyllenhaal) robando en una obra y luego atacando a un guardia de seguridad al que le roba el reloj. Después de negociar el precio de sus mercancías y pedir un trabajo a su comprador, este le dice que no emplearía a un ladrón. Inspirado por un grupo de periodistas autónomos a los que ve trabajando en la escena de un accidente automovilístico, decide dedicarse al periodismo criminológico. Después de conversar brevemente con Joe Loder (Bill Paxton) y que este también le niegue trabajo, se decide a realizar él mismo esta actividad. Roba entonces una bicicleta de carreras y la intercambia por una cámara de vídeo y un escáner de radio. Esa noche llega tarde a su primera escena, pero se acerca mucho más a la víctima para poder competir. A partir de ahí empezará una carrera ascendente en donde los límites legales y morales para conseguir la noticia van a cambiar y deberán adaptarse.

## Reparto
- Jake Gyllenhaal como Louis Bloom.
- Rene Russo como Nina.
- Riz Ahmed como Rick.
- Bill Paxton como Joe Loder.
- Ann Cusack como Linda.
- Kevin Rahm como Frank Kruse.
- Kathleen York como Jackie.
- Eric Lange como el camarógrafo.
- Jonny Coyne como el propietario de la casa de empeños.
- Michael Hyatt como el detective Conan Fronteiri.
- Kiff VandenHeuvel como el editor.

## Producción
Gyllenhaal fue el primer actor en firmar, en abril de 2013. La película no fue uno de los 31 proyectos seleccionados originalmente por el programa "The California Film Tax Credit" de junio por 100 millones de dólares en créditos a través de una lotería de 380 aplicaciones, pero sí recibió una asignación de 2,3 millones de dólares. Bill Paxton y Rene Russo firmaron para la película en septiembre de 2013, que fue seguido por el lanzamiento de Riz Ahmed como el "conductor y protector" de Gyllenhaal. Kevin Rahm se unió al reparto como un editor de News Channel en octubre de 2013.

### Rodaje
Nightcrawler inició sus grabaciones el 6 de octubre de 2013 en Los Ángeles. Gyllenhaal perdió nueve kg para su papel.

## Estreno
El 17 de mayo de 2014, Open Road Films adquirió los derechos de la película para los Estados Unidos.

## Recepción
Nightcrawler ha recibido elogios de la crítica, con la mayoría alabando la actuación de Gyllenhaal. En Rotten Tomatoes, la película tiene una calificación de 94 %, basado en 155 opiniones, con una calificación promedio de 8,2/10. En Metacritic, la película tiene una calificación de 76 sobre 100, basado en 45 críticos, lo que indica "críticas generalmente favorables". Jake Gyllenhaal ha sido ampliamente elegido para el éxito en la temporada de premios.
Scott Foundas de Variety dice:
"Un festín de la interpretación con mayúsculas que a veces es divertido de ver, pero que no resulta creíble ni por un segundo."
Jordan Mintzer de The Hollywood Reporter dice:
"Al igual que su errático protagonista, Gilroy no siempre sabe cuándo calmarse o dejar de hacerlo, y los constantes cambios de tono de la película pueden hacerse pesados, aunque la acción en su conjunto nunca se hace aburrida."
Lou Lumenick de New York Post dice:
"Si 'El gran carnaval' de Billy Wilder y 'Network' tuvieran un bebé mutante, probablemente se parecería al 'Nightcrawler' de Dan Gilroy."
Joshua Rothkopf de Time Out dice:
"Más cercana en espíritu a la perversidad amplificada por los medios de comunicación de la 'Taxi Driver' y 'El rey de la comedia' de Martin Scorsese, 'Nightcrawler' se percibe como un gran retrato de un apetito enfermo e insaciable (...) Puntuación: ★★★★★ (sobre 5)"
Anthony Lane de The New Yorker dice:
"Lo que más asusta de 'Nightcrawler', la nueva película de Jake Gyllenhaal, es Jake Gyllenhaal (...) un héroe de Billy Wilder trasplantado a la tierra de David Lynch (...)
Joe Morgenstern de The Wall Street Journal dice:
"Un sueño oscuro de thriller, lleno de maldad, que flota como una nube tóxica a través de una ciudad ya corrompida (...) el deslumbrante retrato de Gyllenhaal está lejos de ser la única distinción de un debut cinematográfico impecablemente realizado"
Dan Jolin de Empire dice:
"Afilada, oscura, satírica y de un macarrismo electrizante (...) La 'Drive' de este año (...) Puntuación: ★★★★★ (sobre 5)"
Peter Travers de Rolling Stone dice:
"Nightcrawler serpentea y sisea para introducirse en tu cabeza con demoníaca habilidad (...) Un trabajo deliciosamente retorcido (...) Puntuación: ★★★½ (sobre 4)"
Luis Martínez de Diario El Mundo dice:
"Entre la parodia y el fino análisis social, el director acierta a radiografiar la basura de un tiempo (el nuestro) obsesionado en convertirse en espectador de sus miserias. (...) un genial, loco y perfecto Jake Gyllenhaal."

## Taquilla
En su primer fin de semana, Nightcrawler recaudó 10 400 000 dólares, ocupando el número dos detrás de Ouija (10 700 000 dólares; en su segundo fin de semana).
A partir del 6 de noviembre la película ha recaudado 14 244 877 y 1 769 000 de dólares en Estados Unidos y en el extranjero y un total mundial de 16 013 877 de dólares.

## Premios y nominaciones
| Premio                                            | Categoría                                           | Receptores                                                                 | Resultado | Ref(s) |
| ------------------------------------------------- | --------------------------------------------------- | -------------------------------------------------------------------------- | --------- | ------ |
| Premios Óscar                                     | Mejor guion original                                | Dan Gilroy                                                                 | Nominada  | [ 23 ] |
| Premios Gotham                                    | Mejor nuevo director                                | Dan Gilroy                                                                 | Nominado  | [ 24 ] |
| Premios Gotham                                    | Mejor Actor                                         | Riz Ahmed                                                                  | Nominado  | [ 24 ] |
| Premios Independent Spirit                        | Mejor Debut cinematográfico                         | Dan Gilroy                                                                 | Ganador   | [ 25 ] |
| Premios Independent Spirit                        | Mejor Actor                                         | Jake Gyllenhaal                                                            | Nominado  | [ 25 ] |
| Premios Independent Spirit                        | Mejor Actor de reparto                              | Riz Ahmed                                                                  | Nominado  | [ 25 ] |
| Premios Independent Spirit                        | Mejor Guion                                         | Dan Gilroy                                                                 | Ganador   | [ 25 ] |
| Premios Independent Spirit                        | Mejor Montaje                                       | John Gilroy                                                                | Nominado  | [ 25 ] |
| Premios Satellite                                 | Mejor Actor                                         | Jake Gyllenhaal                                                            | Nominado  | [ 26 ] |
| Premios Satellite                                 | Mejor Guion Original                                | Dan Gilroy                                                                 | Ganador   | [ 26 ] |
| Boston Society of Film Critics                    | Mejor Director revelación                           | Dan Gilroy                                                                 | Ganador   | [ 27 ] |
| Críticos de Cine en línea de Nueva York           | Mejor Director Novel                                | Dan Gilroy                                                                 | Ganador   | [ 28 ] |
| Asociación de Críticos Norteamericanos            | Top 10 películas del año                            | Nightcrawler                                                               | Ganadora  | [ 29 ] |
| Premios de la Sociedad de Críticos Online         | Mejor Película                                      | Nightcrawler                                                               | Nominada  | [ 30 ] |
| Premios de la Sociedad de Críticos Online         | Mejor Actor                                         | Jake Gyllenhaal                                                            | Nominado  | [ 30 ] |
| American Film Institute                           | Top 11 del año                                      | Nightcrawler                                                               | Ganadora  | [ 31 ] |
| Sociedad de Críticos de Phoenix                   | Mejor Director Revelación                           | Dan Gilroy                                                                 | Ganador   | [ 32 ] |
| Premio del Sindicato de Actores de Cine           | Mejor Actor                                         | Jake Gyllenhaal                                                            | Nominado  | [ 33 ] |
| Asociación de Críticos de cine de Chicago         | Director más prometedor                             | Dan Gilroy                                                                 | Nominado  | [ 34 ] |
| Asociación de Críticos de cine de Chicago         | Mejor Actor                                         | Jake Gyllenhaal                                                            | Nominado  | [ 34 ] |
| Críticos de San Diego                             | Mejor Película                                      | Nightcrawler                                                               | Ganadora  | [ 35 ] |
| Críticos de San Diego                             | Mejor Director                                      | Dan Gilroy                                                                 | Ganador   | [ 35 ] |
| Críticos de San Diego                             | Mejor Actor                                         | Jake Gyllenhaal                                                            | Ganador   | [ 35 ] |
| Críticos de San Diego                             | Mejor Actriz de Reparto                             | Rene Russo                                                                 | Ganadora  | [ 35 ] |
| Críticos de San Diego                             | Mejor Actor de Reparto                              | Riz Ahmed                                                                  | Nominado  | [ 35 ] |
| Críticos de San Diego                             | Mejor Guion Original                                | Dan Gilroy                                                                 | Ganador   | [ 35 ] |
| Críticos de San Diego                             | Mejor Fotografía                                    | Robert Elswit                                                              | Ganador   | [ 35 ] |
| Críticos de San Diego                             | Mejor banda sonora                                  | James Newton Howard                                                        | Ganador   | [ 35 ] |
| Críticos de San Diego                             | Mejor Montaje                                       | John Gilroy                                                                | Nominado  | [ 35 ] |
| Crítica de St Louis                               | Mejor Actor                                         | Jake Gyllenhaal                                                            | Ganador   | [ 36 ] |
| Crítica de St Louis                               | Mejor Guion Original                                | Dan Gilroy                                                                 | Nominado  | [ 36 ] |
| Crítica de St Louis                               | Mejor Fotografía                                    | Robert Elswit                                                              | Nominado  | [ 36 ] |
| Crítica de St Louis                               | Mejor Diseño de Producción                          | Kevin Kavanaugh                                                            | Nominado  | [ 36 ] |
| Crítica de Detroit                                | Mejor Actor                                         | Jake Gyllenhaal                                                            | Nominado  | [ 37 ] |
| Crítica de Detroit                                | Mejor Actriz de Reparto                             | Rene Russo                                                                 | Nominada  | [ 37 ] |
| Círculo Crítica de San Francisco                  | Mejor Actor                                         | Jake Gyllenhaal                                                            | Nominado  | [ 38 ] |
| Dallas-Fort Worth Film Critics Association        | Top 10 del Año                                      | Nightcrawler                                                               | Ganadora  | [ 39 ] |
| Premios Globo de Oro                              | Mejor Actor                                         | Jake Gyllenhaal                                                            | Nominado  | [ 40 ] |
| Premios de la Crítica Cinematográfica             | Mejor Película                                      | Nightcrawler                                                               | Nominada  | [ 41 ] |
| Premios de la Crítica Cinematográfica             | Mejor Actor                                         | Jake Gyllenhaal                                                            | Nominado  | [ 41 ] |
| Premios de la Crítica Cinematográfica             | Mejor Guion Original                                | Dan Gilroy                                                                 | Nominado  | [ 41 ] |
| Crítica de Londres                                | Mejor Película                                      | Nightcrawler                                                               | Nominada  | [ 42 ] |
| Crítica de Londres                                | Mejor Actor                                         | Jake Gyllenhaal                                                            | Nominado  | [ 42 ] |
| Crítica de Londres                                | Mejor Actor de Reparto                              | Riz Ahmed                                                                  | Nominado  | [ 42 ] |
| Crítica de Londres                                | Mejor Guion Original                                | Dan Gilroy                                                                 | Nominado  | [ 42 ] |
| Crítica de Houston                                | Mejor Película                                      | Nightcrawler                                                               | Nominada  | [ 43 ] |
| Crítica de Houston                                | Mejor Actor                                         | Jake Gyllenhaal                                                            | Ganador   | [ 43 ] |
| Crítica de Houston                                | Mejor Guion Original                                | Dan Gilroy                                                                 | Nominado  | [ 43 ] |
| Crítica de Houston                                | Mejor Fotografía                                    | Robert Elswit                                                              | Nominado  | [ 43 ] |
| Círculo de Críticos de Florida                    | Mejor Actor                                         | Jake Gyllenhaal                                                            | Nominado  | [ 44 ] |
| Crítica de Phoenix                                | Mejor Actor                                         | Jake Gyllenhaal                                                            | Nominado  | [ 45 ] |
| Crítica de Phoenix                                | Mejor Película de Misterio o Thriller               | Nightcrawler                                                               | Ganadora  | [ 45 ] |
| Asociación de Críticos de Cine de Austin          | Top 10 del año                                      | Nightcrawler                                                               | Ganadora  | [ 46 ] |
| Asociación de Críticos de Cine de Austin          | Mejor Opera Prima                                   | Dan Gilroy                                                                 | Ganador   | [ 46 ] |
| Asociación de Críticos de Cine de Austin          | Mejor Actor                                         | Jake Gyllenhaal                                                            | Ganador   | [ 46 ] |
| Asociación de Críticos de Cine de Austin          | Mejor Guion Original                                | Dan Gilroy                                                                 | Ganador   | [ 46 ] |
| Asociación de Críticos de Cine de Utah            | Mejor Fotografía                                    | Robert Elswit                                                              | Ganador   | [ 47 ] |
| Círculo de Críticos de Cine de Dublín             | Mejor Actor                                         | Jake Gyllenhaal                                                            | Ganador   | [ 48 ] |
| Sociedad de Críticos de Cine de Nevada            | Mejor Director                                      | Dan Gilroy                                                                 | Ganador   | [ 49 ] |
| Sociedad de Críticos de Cine de Nevada            | Mejor Actor                                         | Jake Gyllenhaal                                                            | Ganador   | [ 49 ] |
| Sociedad de Críticos de Cine de Nevada            | Mejor Guion Original                                | Dan Gilroy                                                                 | Ganador   | [ 49 ] |
| Sociedad críticos de Las Vegas                    | Top 10 del año                                      | Nightcrawler                                                               | Ganadora  | [ 50 ] |
| Crítica del Sudeste                               | Top 10 del año                                      | Nightcrawler                                                               | Ganadora  | [ 51 ] |
| Crítica de Vancouver                              | Mejor Actor Protagonista Internacional              | Jake Gyllenhaal                                                            | Ganador   | [ 52 ] |
| Village Voice Crítics                             | Mejor Actor                                         | Jake Gyllenhaal                                                            | Ganador   | [ 53 ] |
| Asociación Críticos Carolina del Norte            | Mejor Actriz Secundaria                             | Rene Russo                                                                 | Nominada  | [ 54 ] |
| Premios Eddie                                     | Mejor Montaje en Película Dramática                 | John Gilroy                                                                | Nominado  | [ 55 ] |
| Crítica de Ohio Central                           | Mejor película                                      | Nightcrawler                                                               | Nominada  | [ 56 ] |
| Crítica de Ohio Central                           | Mejor actor                                         | Jake Gyllenhaal                                                            | Nominado  | [ 56 ] |
| Crítica de Ohio Central                           | Actor del año                                       | Jake Gyllenhaal                                                            | Ganador   | [ 56 ] |
| National Society of Film Critics                  | Mejor Actriz Secundaria                             | Rene Russo                                                                 | Nominada  | [ 57 ] |
| Asociación Críticos North Texas                   | Mejor Actor                                         | Jake Gyllenhaal                                                            | Ganador   | [ 58 ] |
| Gremio de Directores Artísticos                   | Mejor Dirección Artística en Película Contemporánea | Naaman Marshall                                                            | Nominado  | [ 59 ] |
| Premios Gremio de Productores                     | Mejor Película                                      | Jennifer Fox, Tony Gilroy, Jake Gyllenhaal, David Lancaster, Michel Litvak | Nominados | [ 60 ] |
| Asociación Críticos de Georgia                    | Mejor Película                                      | Nightcrawler                                                               | Nominada  | [ 61 ] |
| Asociación Críticos de Georgia                    | Mejor Actor                                         | Jake Gyllenhaal                                                            | Ganador   | [ 61 ] |
| Asociación Críticos de Georgia                    | Mejor Actor Secundario                              | Riz Ahmed                                                                  | Nominado  | [ 61 ] |
| Asociación Críticos de Georgia                    | Mejor actriz Secundaria                             | Rene Russo                                                                 | Nominada  | [ 61 ] |
| Asociación Críticos de Georgia                    | Mejor Guion Original                                | Dan Gilroy                                                                 | Ganador   | [ 61 ] |
| Premios Academia de Cine y Televisión Australiana | Mejor Actor Internacional                           | Jake Gyllenhaal                                                            | Nominado  | [ 62 ] |
| Premios WGA                                       | Mejor Guion Original                                | Dan Gilroy                                                                 | Nominado  | [ 63 ] |
| Gremio de Maquillaje y Peluquería                 | Mejor Maquillaje Contemporáneo                      | Donald Mowat, Candace Neal, Pavy Olivarez, Joy Zapata                      | Nominados | [ 64 ] |
| Premios BAFTA                                     | Mejor Actor                                         | Jake Gyllenhaal                                                            | Nominado  | [ 65 ] |
| Premios BAFTA                                     | Mejor Actriz Secundaria                             | Rene Russo                                                                 | Nominada  | [ 65 ] |
| Premios BAFTA                                     | Mejor Guion Original                                | Dan Gilroy                                                                 | Nominado  | [ 65 ] |
| Premios BAFTA                                     | Mejor Montaje                                       | John Gilroy                                                                | Nominado  | [ 65 ] |
| Alianza de Mujeres Periodistas de Cine            | Mejor Actor                                         | Jake Gyllenhaal                                                            | Nominado  | [ 66 ] |
| Premios Dorian                                    | Mejor Actor                                         | Jake Gyllenhaal                                                            | Nominado  | [ 67 ] |
| Premios Saturn                                    | Mejor Thriller                                      | Nightcrawler                                                               | Nominada  | [ 68 ] |
| Premios Saturn                                    | Mejor Actor                                         | Jake Gyllenhaal                                                            | Nominado  | [ 68 ] |
| Premios Saturn                                    | Mejor Actriz Secundaria                             | Rene Russo                                                                 | Ganadora  | [ 68 ] |